# Thomas Harris
Thomas Harris (Jackson (Tennessee), 11 april 1940) is een Amerikaans schrijver. Hij is vooral beroemd door zijn boeken over dr. Hannibal Lecter.
Harris begon zijn schrijfcarrière als misdaadverslaggever in de Verenigde Staten en Mexico. Hij was tevens verslaggever en redacteur voor Associated Press in New York. Zijn debuutboek Black Sunday is het enige dat niet over Hannibal Lecter gaat. In plaats daarvan is het een (eveneens fictief) verhaal over een aanslag op een tot de nok toe gevuld footballstadion, tijdens de Superbowl.
In januari 2007 kwam zijn boek Hannibal Rising uit, waarin hij de geschiedenis van Lecter voor Red Dragon beschrijft. Alle vijf boeken van Harris zijn verfilmd, waarvan Red Dragon twee keer (eenmaal als Manhunter in 1986 en eenmaal als Red Dragon in 2002).